# Upplands runinskrifter 194
Runinskrift U 194 är en runsten som ligger vid Väsby gård intill Långhundraleden i Vallentuna kommun i Uppland.

## Stenen
Stenen är av ljusgrå granit och cirka två meter hög, 60 cm bred och 30–40 cm tjock. Runornas höjd varierar mellan 5 och 8 cm. Den är rest över Alle, av honom själv, som "mottog Knuts gäld" i England. Med "Knuts gäld" menas att vikingahövdingen Knut, som 1017 blev kung i England, utbetalade året efter sin kröning den sista och största av alla hans danagälden till sina krigare inför deras hemresa. Knut var son till Sven Tveskägg. Stenen är ristad av Åsmund Kåresson och nedan följer den från runor översatta inskriften.

## Inskriften
Translitterering av runraden:
al|/al|i| |li/|l|it raisa stain þino| |oftiʀ sik sialfan ' hon tuk| |knuts kialt a| |anklanti ' kuþ hialbi hons ant
Normalisering till runsvenska:
Al/Ali/Alli let ræisa stæin þenna æftiʀ sik sialfan. Hann tok Knuts giald a Ænglandi. Guð hialpi hans and.
Översättning till nusvenska:
Alle lät resa denna sten efter sig själv. Han uppbar Knuts gäld i England. Gud hjälpe hans ande.
Al är binamn, skapad efter fisknamn, troligen samma Al som finns på U 203 som hänvisar just till Väsby gård.